# Zezhou
Zezhou (泽州县,  Zézhōu Xiàn) ist ein chinesischer Kreis der bezirksfreien Stadt Jincheng in der Provinz Shanxi. Die Fläche beträgt 2.036 Quadratkilometer und die Einwohnerzahl 414.999 (Stand: Zensus 2020). 1999 zählte Zezhou 513.428 Einwohner.
Der Qinglian-Tempel (Qinglian si 青莲寺), der Jadekaiser-Tempel (Yuhuang miao 玉皇庙), die Tempel Jincheng Erxian miao 晋城二仙庙, Zezhou Dai miao 泽州岱庙, Beiyi cheng Yuhuang miao 北义城玉皇庙, Zhoucun Dongyue miao 周村东岳庙, Dayang Tangdi miao 大阳汤帝庙 und Biluo si 碧落寺 stehen auf der Liste der Denkmäler der Volksrepublik China.